# Desa Batulayang (administrativ by i Indonesien, lat -6,68, long 106,95)
Desa Batulayang är en administrativ by i Indonesien.   Den ligger i provinsen Jawa Barat, i den västra delen av landet, 50 km söder om huvudstaden Jakarta.